# Biegi narciarskie na Zimowych Igrzyskach Olimpijskich 2018 – sztafeta mężczyzn
Sztafeta mężczyzn na Zimowych Igrzyskach Olimpijskich 2018 odbyła się 18 lutego na Alpensia Cross-Country Centre w Daegwallyeong-myeon.
Mistrzami olimpijskimi zostali Norwegowie, reprezentowane przez Didrik Tønseth, Martin Johnsrud Sundby, Simen Hegstad Krüger, Johannes Høsflot Klæbo, drudzy byli Andriej Łarkow, Aleksandr Bolszunow, Aleksiej Czerwotkin, Dienis Spicow reprezentujący sportowców olimpijskich z Rosji, a brąz wywalczyli Francuzi Jean-Marc Gaillard, Maurice Manificat, Clément Parisse, Adrien Backscheider.

## Terminarz
| Data      | Konkurencja | Godzina rozpoczęcia | Godzina rozpoczęcia |
| Data      | Konkurencja | UTC+09:00           | CET                 |
| --------- | ----------- | ------------------- | ------------------- |
| 18 lutego | Finał       | 15:15               | 09:15               |

## Wyniki
| Miejsce | Bib | Reprezentacja                | Zawodnik                                                                          | Czas zawodnika                  | Czas drużyny | Strata  | Uwagi |
| ------- | --- | ---------------------------- | --------------------------------------------------------------------------------- | ------------------------------- | ------------ | ------- | ----- |
| 01 !    | 1   | Norwegia                     | Didrik Tønseth Martin Johnsrud Sundby Simen Hegstad Krüger Johannes Høsflot Klæbo | 24:59,1 24:51,8 21:19,7 21:54,3 | 1:33:04,9    | –       |       |
| 02 !    | 2   | Olimpijscy sportowcy z Rosji | Andriej Łarkow Aleksandr Bolszunow Aleksiej Czerwotkin Dienis Spicow              | 24:42,1 24:36,7 22:08,0 21:47,5 | 1:33:14,3    | +9,4    |       |
| 03 !    | 7   | Francja                      | Jean-Marc Gaillard Maurice Manificat Clément Parisse Adrien Backscheider          | 24:51,7 24:55,1 21:24,2 22:30,8 | 1:33:41,8    | +36,9   |       |
| 4.      | 5   | Finlandia                    | Perttu Hyvärinen Iivo Niskanen Matti Heikkinen Lari Lehtonen                      | 25:42,9 24:29,8 21:56,5 22:36,2 | 1:34:45,4    | +1:40,5 |       |
| 5.      | 3   | Szwecja                      | Jens Burman Daniel Richardsson Marcus Hellner Calle Halfvarsson                   | 25:17,8 25:57,0 21:53,3 22:02,4 | 1:35:10,5    | +2:05,6 |       |
| 6.      | 6   | Niemcy                       | Andreas Katz Thomas Bing Lucas Bögl Jonas Dobler                                  | 25:55,5 25:17,2 21:56,6 22:03,8 | 1:35:13,1    | +2:08,2 |       |
| 7.      | 8   | Włochy                       | Maicol Rastelli Francesco De Fabiani Giandomenico Salvadori Federico Pellegrino   | 24:50,9 24:52,4 22:39,1 23:17,7 | 1:35:40,1    | +2:35,2 |       |
| 8.      | 9   | Kazachstan                   | Aleksiej Połtoranin Jewgienij Wieliczko Witalij Puchkało Dienis Wołotka           | 24:40,9 25:29,1 23:10,3 23:16,0 | 1:36:36,3    | +3:31,4 |       |
| 9.      | 12  | Kanada                       | Len Väljas Graeme Killick Russell Kennedy Knute Johnsgaard                        | 25:56,3 25:15,9 22:06,7 23:27,0 | 1:36:45,9    | +3:41,0 |       |
| 10.     | 11  | Czechy                       | Aleš Razým Martin Jakš Petr Knop Michal Novák                                     | 25:55,9 25:22,0 22:33,5 23:31,6 | 1:37:23,0    | +4:18,1 |       |
| 11.     | 4   | Szwajcaria                   | Jonas Baumann Dario Cologna Toni Livers Roman Furger                              | 26:43,7 24:55,6 23:08,9 23:13,2 | 1:38:01,4    | +4:56,5 |       |
| 12.     | 13  | Estonia                      | Andreas Veerpalu Algo Kärp Karel Tammjärv Raido Ränkel                            | 26:17,7 26:28,8 22:06,5 23:28,7 | 1:38:21,7    | +5:16,8 |       |
| 13.     | 14  | Austria                      | Dominik Baldauf Max Hauke Bernhard Tritscher Luis Stadlober                       | 26:09,4 26:22,2 22:40,8 24:00,5 | 1:39:12,9    | +6:08,0 |       |
| 14.     | 10  | Stany Zjednoczone            | Andrew Newell Reese Hanneman Scott Patterson Noah Hoffman                         | 26:09,7 28:17,7 22:58,8 25:02,9 | 1:42:29,1    | +9:24,2 |       |